# آش بيكر
آش بيكر (بالإنجليزية: Ash Baker) هو لاعب كرة قدم بريطاني في مركز الدفاع، ولد في 30 أكتوبر 1996 في بريدجند ‏ في المملكة المتحدة. شارك مع منتخب ويلز تحت 21 سنة لكرة القدم. أما مع النوادي، فقد لعب مع كارديف سيتي.

## وصلات خارجية
- آش بيكر على موقع الاتحاد الأوربي (الإنجليزية)
- آش بيكر على موقع Soccerbase.com (لاعب) (الإنجليزية)
- آش بيكر على موقع Soccerway.com (الإنجليزية)